# Partido Ser Humano, Medio Ambiente y Protección de los Animales
El Partido Ser Humano, Medio Ambiente y Protección de los Animales (en alemán: Partei Mensch Umwelt Tierschutz, y de forma abreviada: Partido de la Protección de los Animales, alemán: Die Tierschutzpartei) es un partido político en Alemania. Fue fundado en 1993, y en la primera mitad de la década de 2010 contaba con unos 1050 afiliados.

## Descripción
Su principal objetivo es la introducción de más derechos de los animales en la constitución alemana, incluyendo el derecho a vivir y a la protección contra los daños físicos y psicológicos. El Tierschutzpartei también exige la prohibición de la experimentación con animales, las corridas de toros, la caza, la producción de pieles, el circo de animales y la cría de animales en la agricultura, así como la adaptación de las personas al veganismo.
Sus ideas sobre políticas medioambientales son relativamente similares a las de Alianza 90/Los Verdes. El partido apoya la prohibición de la ingeniería genética, quiere una reducción del tráfico automovilístico y una salida inmediata de la energía nuclear.
En las Elecciones al Parlamento Europeo de 2014, el partido recibió el 1,25% de la votación nacional (366.303 votos en total) y eligió a un eurodiputado, Stefan Eck. A fines de ese año, sin embargo, Eck dejó el partido, quedando este sin representación parlamentaria.
En las Elecciones al Parlamento Europeo de 2019, el partido recibió el 1,45% de los votos, recuperando su representación parlamentaria con el eurodiputado Martin Buschmann.

## Resultados electorales

### Parlamento Europeo
| Año  | Votos   | %           | Diputados |
| ---- | ------- | ----------- | --------- |
| 2014 | 366 598 | 1,2% (#9)   | 1/96      |
| 2019 | 541 984 | 1,4% (#10)  | 1/96      |
| 2024 | 570 498 | 1,43% (#11) | 1/96      |